# San Gerónimo (Azurduy)
San Gerónimo ist eine Streusiedlung im Departamento Chuquisaca im südamerikanischen Andenstaat Bolivien.

## Lage im Nahraum
San Gerónimo liegt in der Provinz Azurduy und ist der drittgrößte Ort im Cantón Azurduy im Municipio Azurduy. Die Ortschaft liegt auf einer Höhe von 2665 m im Bereich der Mündung des von Nordwesten zufließenden Río Sepultura in den nach Süden fließenden Río San Gerónimo.

## Geographie
San Gerónimo liegt zwischen dem Altiplano im Westen und dem Tiefland im Osten in einem der nord-südlich verlaufenden Seitentäler der bolivianischen Cordillera Central. Das Klima der Region ist ein ausgesprochenes Tageszeitenklima, bei dem die Temperaturunterschiede zwischen Tag und Nacht deutlicher schwanken als die Durchschnittswerte zwischen Sommer und Winter.
Die jährliche Durchschnittstemperatur liegt bei 14 °C (siehe Klimadiagramm Azurduy), die Monatswerte schwanken zwischen 10 °C im Juni/Juli und 16 °C im Dezember/Januar. Der Jahresniederschlag hat einen Wert von knapp 550 mm, mit einer Trockenzeit und monatlichen Werten unter 10 mm von Mai bis August und Höchstwerten von 100 bis 110 mm von Dezember bis Februar.

## Verkehrsnetz
San Gerónimo liegt in einer Entfernung von 342 Straßenkilometern südöstlich von Sucre, der Hauptstadt des Departamentos.
Durch Sucre führt die 976 Kilometer lange Nationalstraße Ruta 6, welche die Hauptstadt mit dem bolivianischen Tiefland und der dortigen Millionenstadt Santa Cruz verbindet. Die Straße von Sucre nach Osten ist nur auf den ersten 67 Kilometern bis Tarabuco asphaltiert, die folgenden 120 Kilometer bis Padilla tragen eine unbefestigte Schotterdecke. Fünfzehn Kilometer vor Padilla zweigt eine unbefestigte Landstraße nach Süden ab und führt über 128 Kilometer über Alcalá und Tarvita nach Cimientos.
Zwei Kilometer vor Cimientos zweigt eine Nebenstrecke in westlicher Richtung ab. Man folgt diesem Weg neun Kilometer lang bis auf 2935 m Höhe, wo sich die unbefestigte Straße teilt, geradeaus weiter nach Pampas Sepulturas, und in südlicher Richtung in das sechs Kilometer entfernte San Gerónimo führt.

## Bevölkerung
Die Einwohnerzahl der Ortschaft ist in dem Jahrzehnt zwischen den beiden letzten Volkszählungen um etwa die Hälfte angestiegen:
| Jahr | Einwohner         | Quelle       |
| ---- | ----------------- | ------------ |
| 1992 | keine Detaildaten | Volkszählung |
| 2001 | 164               | Volkszählung |
| 2012 | 241               | Volkszählung |
| 2024 |                   | Volkszählung |